# Kaid Farhan Alkadi

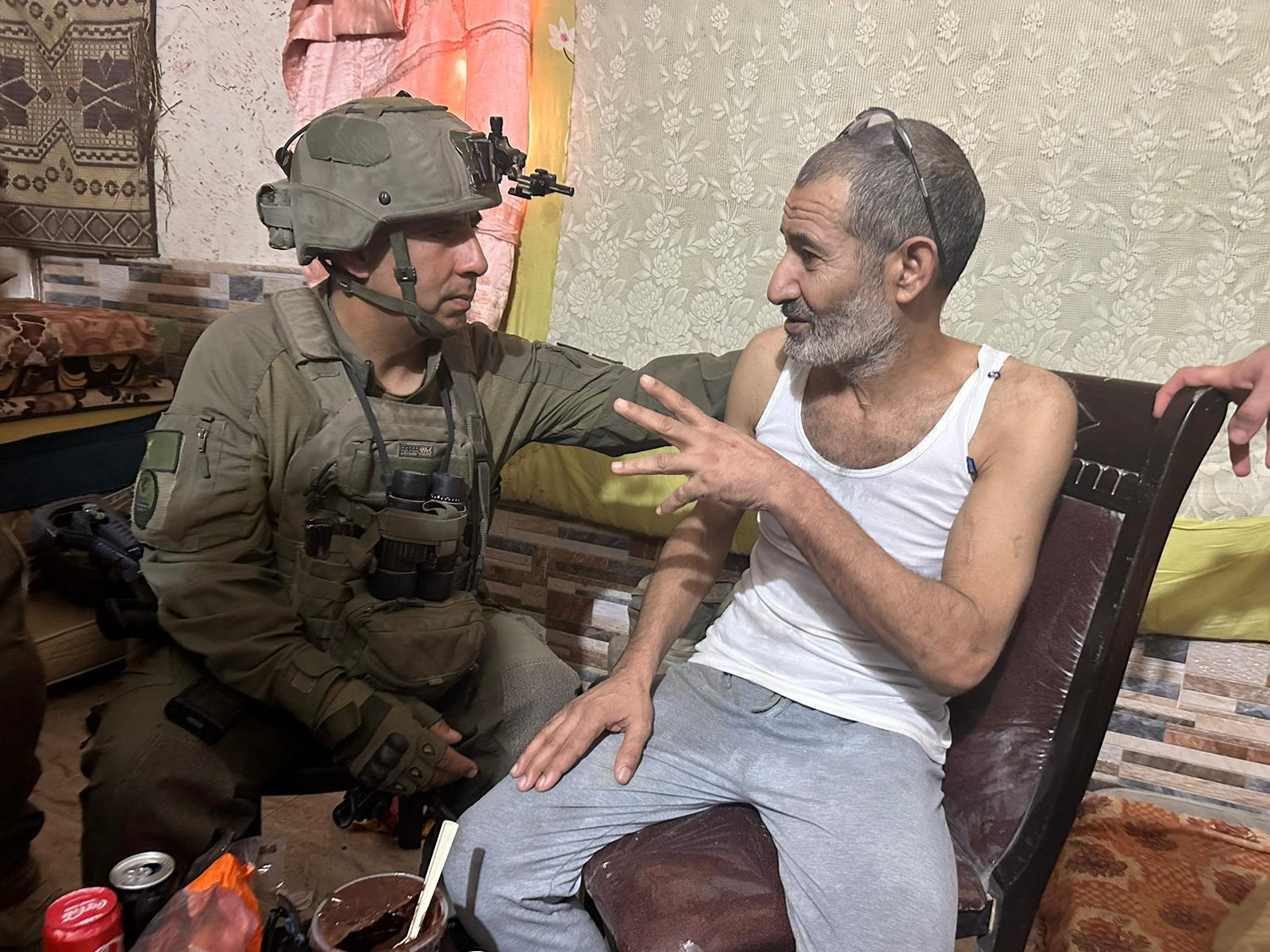
Alkadi mit Brigadegeneral Itzik Cohen, Kommandeur der 162. Division, kurz nach der Rettungsaktion

Kaid Farhan Alkadi (arabisch قائد فرحان القاضي, hebräisch קאיד פרחאן אל-קאדי; * 1972) ist ein israelischer Negev-Beduine. Er wurde am 7. Oktober 2023 von islamistischen Terroristen der Hamas nach Gaza entführt und nach 326 Tagen in Gefangenschaft durch eine israelische Militäroperation befreit. Er ist die achte von israelischen Streitkräften gerettete Geisel und die erste Geisel, die aus den Tunneln der Hamas befreit wurde.

## Leben
Alkadi ist ein israelischer Negev-Beduine. Er lebt in der von den israelischen Behörden nicht anerkannten Siedlung Al-Bat in der Nähe von Rahat. Er ist mit zwei Frauen verheiratet und ist Vater von elf Kindern. Zum Zeitpunkt seiner Befreiung war er 52 Jahre alt. Vor seiner Entführung arbeitete er im Sicherheitsdienst des Kibbuz Magen in der Nähe des Gazastreifens.

## Entführung
Am 7. Oktober 2023, einem Samstagmorgen und Simchat Tora, starteten etwa 3000 Terroristen der Hamas und des Islamischen Dschihad in Palästina einen Überraschungsangriff auf Israel. Die Terroristen infiltrierten israelisches Territorium, besetzten Militärstützpunkte und übernahmen die Kontrolle über viele Siedlungen und Kibbuzim. Dabei verübten sie Massaker und Vergewaltigungen und entführten etwa 251 Menschen in den Gazastreifen, darunter Frauen, ältere Menschen und Kleinkinder. In den ersten Stunden waren die israelischen Sicherheitskräfte den Terroristen zahlenmäßig stark unterlegen. Israelischen Angaben zufolge wurden bei den Kämpfen etwa 1609 Terroristen auf israelischem Territorium getötet. Auf israelischer Seite wurden 1139 Menschen ermordet oder im Kampf getötet – darunter 695 israelische Zivilisten, einschließlich 36 Minderjähriger, 373 Mitglieder der israelischen Sicherheitskräfte und 71 Ausländer.
Alkadi ging zu diesem Zeitpunkt seiner Arbeit im Sicherheitsdienst des Kibbuz Magen nach und wurde von den Terroristen gefasst. Weil er sich weigerte, den Terroristen Informationen über den Aufenthaltsort von Juden zu geben, schossen sie ihm ins Bein. Er wurde nach Gaza verschleppt, wo seine Schusswunde ohne Betäubung mit Nadel und Zwirn genäht wurde. Zuerst wurde er zusammen mit anderen Geiseln oberirdisch in einer Wohnung festgehalten. Dabei wurde er Zeuge des Todes von Aryeh Zalmanowitsch, einem 86-jährigen mehrfachen Vater und Großvater und Mitbegründer des Kibbuz Nir Oz. Nach etwa zwei Monaten wurde er in einen Tunnel gebracht, wo er in völliger Dunkelheit und Isolation mit seinen Bewachern leben musste.

## Befreiung
Am 27. August 2024 wurde Alkadi durch israelische Streitkräfte in Zusammenarbeit mit dem Schin Bet aus einem Tunnel im südlichen Gazastreifen befreit. Als die Armee in der Nähe Sondierungsbohrungen machte, flüchteten seine Bewacher. Sie brachten jedoch zuvor Sprengfallen an um sicherzustellen, dass er den Tunnel nicht lebend verlassen konnte. Etwa zwei Wochen später wurde er von den Streitkräften ohne Bewachung und allein aufgefunden. Er konnte die nahenden Soldaten auf die installierten Sprengfallen hinweisen. Nach seiner Rettung wurde er ins Soroka Krankenhaus in Beʾer Scheva zur Untersuchung gebracht. Nach seiner Freilassung berichtete Alkadi, er habe die meiste Zeit im Dunkeln verbringen müssen und habe unter Unterernährung gelitten. Er habe fast ausschließlich Brot zu essen bekommen und auch das nicht regelmäßig. Seiner Meinung nach hat es ihm gegenüber seiner Entführern nicht geholfen, ein arabischsprachiger Muslim zu sein. Er verbrachte insgesamt 326 Tage in Gefangenschaft.

## Reaktionen auf die Befreiung
Der israelische Staatspräsident Jitzchak Herzog gratulierte den Sicherheitskräften und entsandte seinen Segen an die Familie Alkadis. Dies sei ein Moment der Freude für den israelischen Staat und für die ganze israelische Gesellschaft.